# Karre (Rinne)

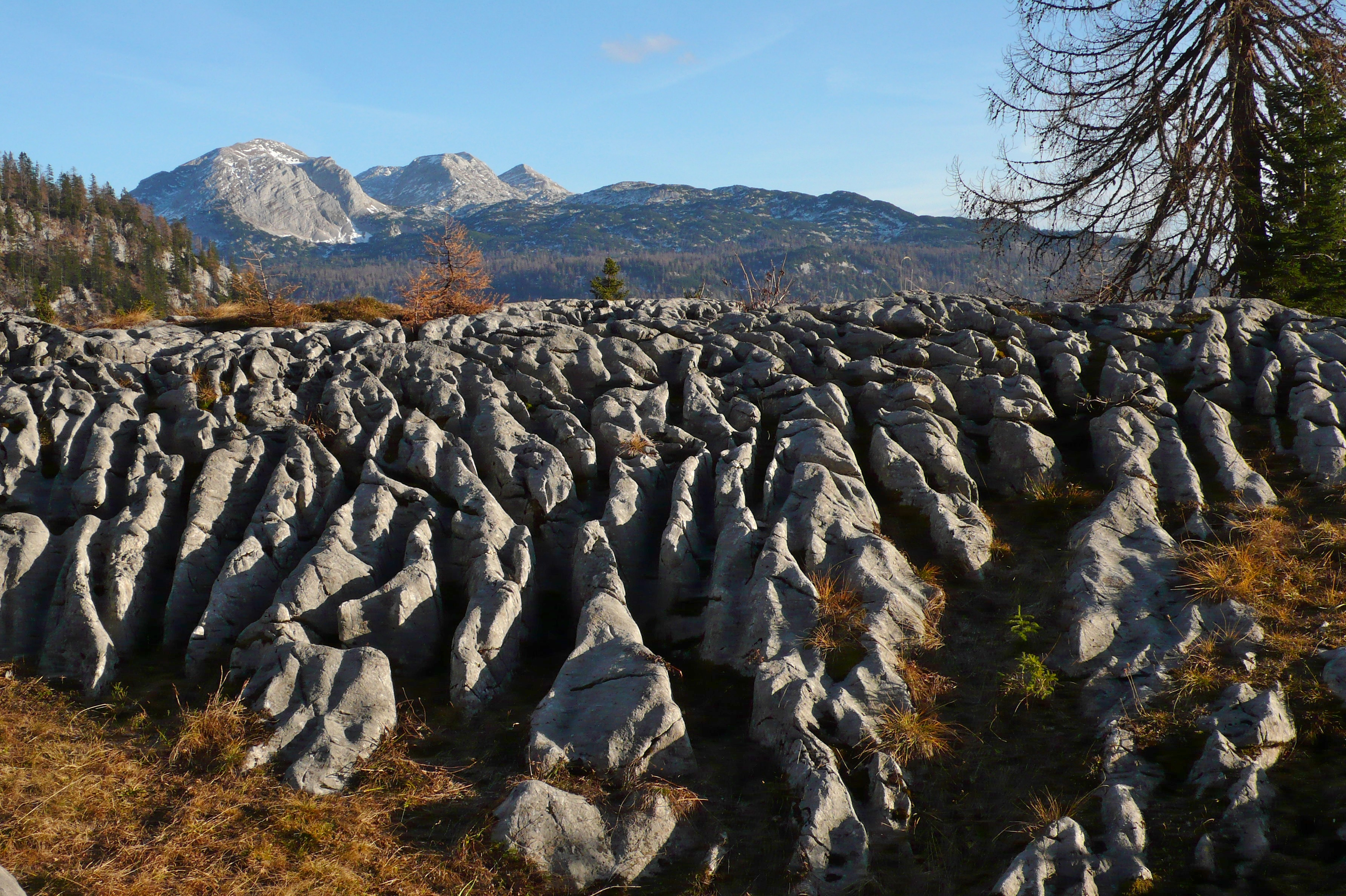
Rundkarren im Toten Gebirge, Österreich

Eine Karre oder Schratte ist eine morphologische Kleinform, die durch Lösungsverwitterung im Karst entsteht. Sie wird in Kalk-, Dolomit-, Gips- und Salzgestein angetroffen. Unter Karren versteht man durch Gesteinsauflösung ausgeweitete im Kluftnetz vorgezeichnete Wege des Wassers von der Oberfläche in das Innere des Karstes. Auch unter der Decke verkarstungsunfähiger Überlagerung verläuft die Karrenbildung in gesetzmäßiger Weise, in strengster Abhängigkeit vom Kluftnetz (geologisch. Orgeln usw.), ebenso in Höhlen.

## Etymologie
Das Wort Karre leitet sich ab vom Althochdeutschen char oder kar, das seinerseits auf die indoeuropäische Wurzel karro-, kar-, Keltisch ker-, mit der Bedeutung Fels zurückgeht.

## Geschichte
In seiner wissenschaftlichen Verwendung geht der Begriff Karre auf Salomon Hirzel zurück, der ihn im Jahr 1829 zuerst verwendete. Auch bei Arnold Escher von der Linth lässt er sich bereits finden. Bereits 1865 hatte Sachs Karren experimentell erzeugt, sie aber nicht als solche identifiziert. Der französische Terminus lapies (bzw. lapiés) wurde zum ersten Mal von Favre im Jahr 1867 geprägt. Eine erste Klassifizierung erfolgte 1924 durch den serbischen Geologen Jovan Cvijić. Bedeutende Forschungsarbeiten an Karren wurden zwischen 1951 und 1980 von Alfred Bögli durchgeführt. Die von ihm aufgestellten Fachbegriffe für unterschiedliche Karrenmorphologien haben sich mittlerweile in der geowissenschaftlichen Literatur international etabliert. Modernere Klassifizierungen stammen von J.R.L. Allen (1984) mit Betonung des hierarchischen Aspektes und von W.B. White (1988), der Karren vom genetischen Standpunkt aus einteilt. Den jüngsten Klassifizierungsversuch hat P.W. Williams (2007) unternommen, der fünf morphogenetische Gruppen unterscheidet.

## Geologie und Vorkommen

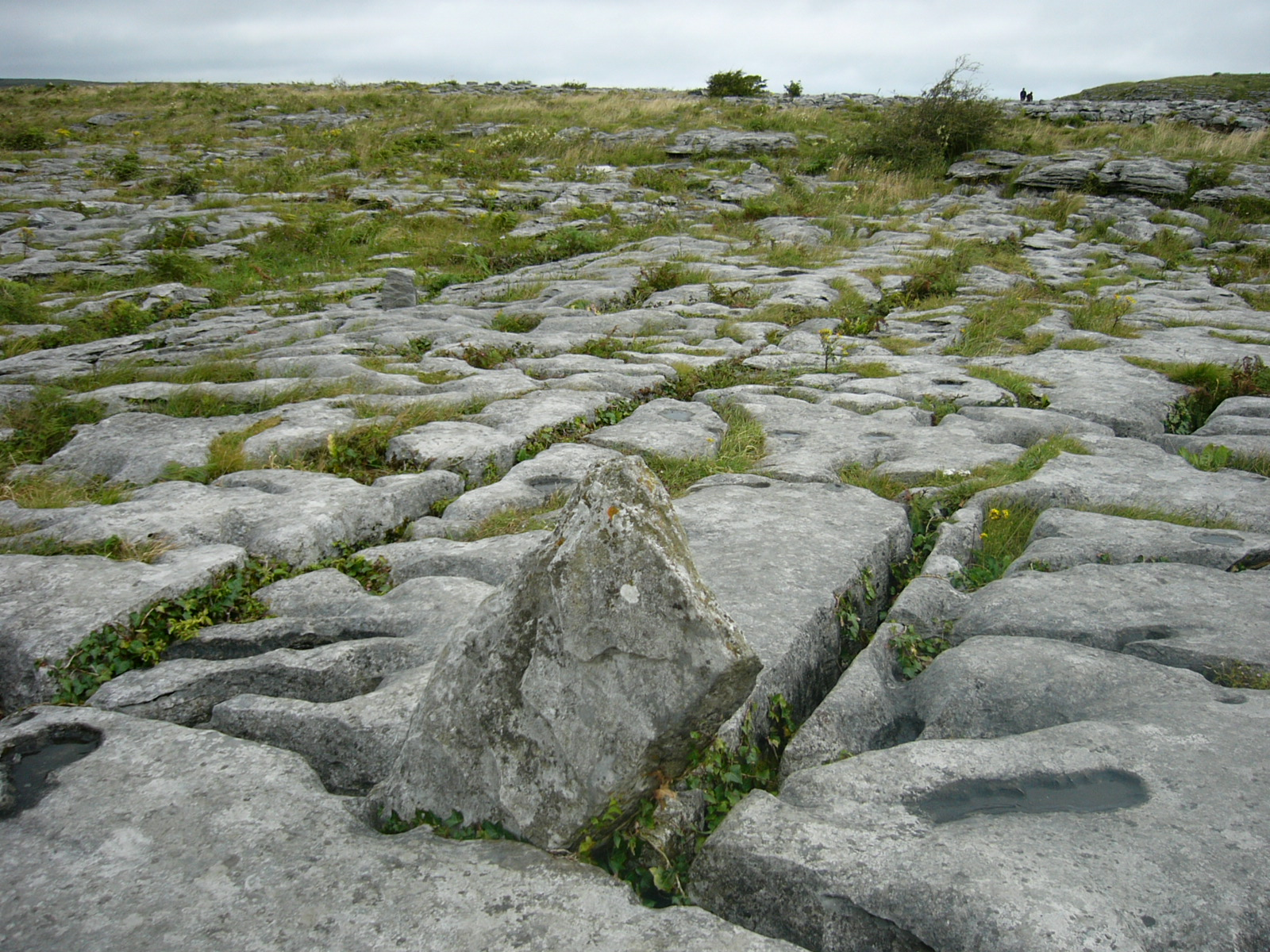
Typische Karrenbildung im Burren, Irland

Wo in früheren Erdzeiten oder auch jetzt noch anhaltend durch Niederschlagserosion relativ flache Gesteinsoberflächen bloßgelegt wurden, zeigen diese die für Oberflächenkarst typischen mehr oder weniger fortgeschrittenen chemischen Lösungsverwitterungen.
Selbst an wenig geneigten Hängen bilden sich oft scharf getrennte Rippen und Furchen (Rinnen-, Rillen-, Mäander-, Napf-, Röhren-, Loch- oder auch Schichtfugenkarren). Auch horizontal trennen sich in solchen Gegenden unter Umständen Platten durch Klüftung voneinander.
Bei diesen feinen Strukturen sind neben der chemischen Lösung auch Formen der physikalischen Erosion (z. B. Abspülung) durch das abrinnende Regen- und Schneeschmelzwasser von Bedeutung. Im Laufe erdgeschichtlicher Zeiträume schreiten diese Prozesse fort und Schlotten wie auch tiefe Kluft- und Schichtfugenkarren bilden sich – auf größeren bloßliegenden Kalkoberflächen können ausgedehnte Karrenfelder ausgebildet sein.
Markante Erscheinungen dieser Art in relativ niedrigen Höhen finden sich in Irland (ab Meereshöhe), England (200–400 m), dem französischen Jura (600–700 m) (dort Lapiaz genannt) und Südspanien (1000–1300 m). In den Alpen und im Dinarischen Gebirge (einschließlich Julische Alpen und Slowenien) kommen sie in allen Anrainerländern vor.

## Klassifizierung

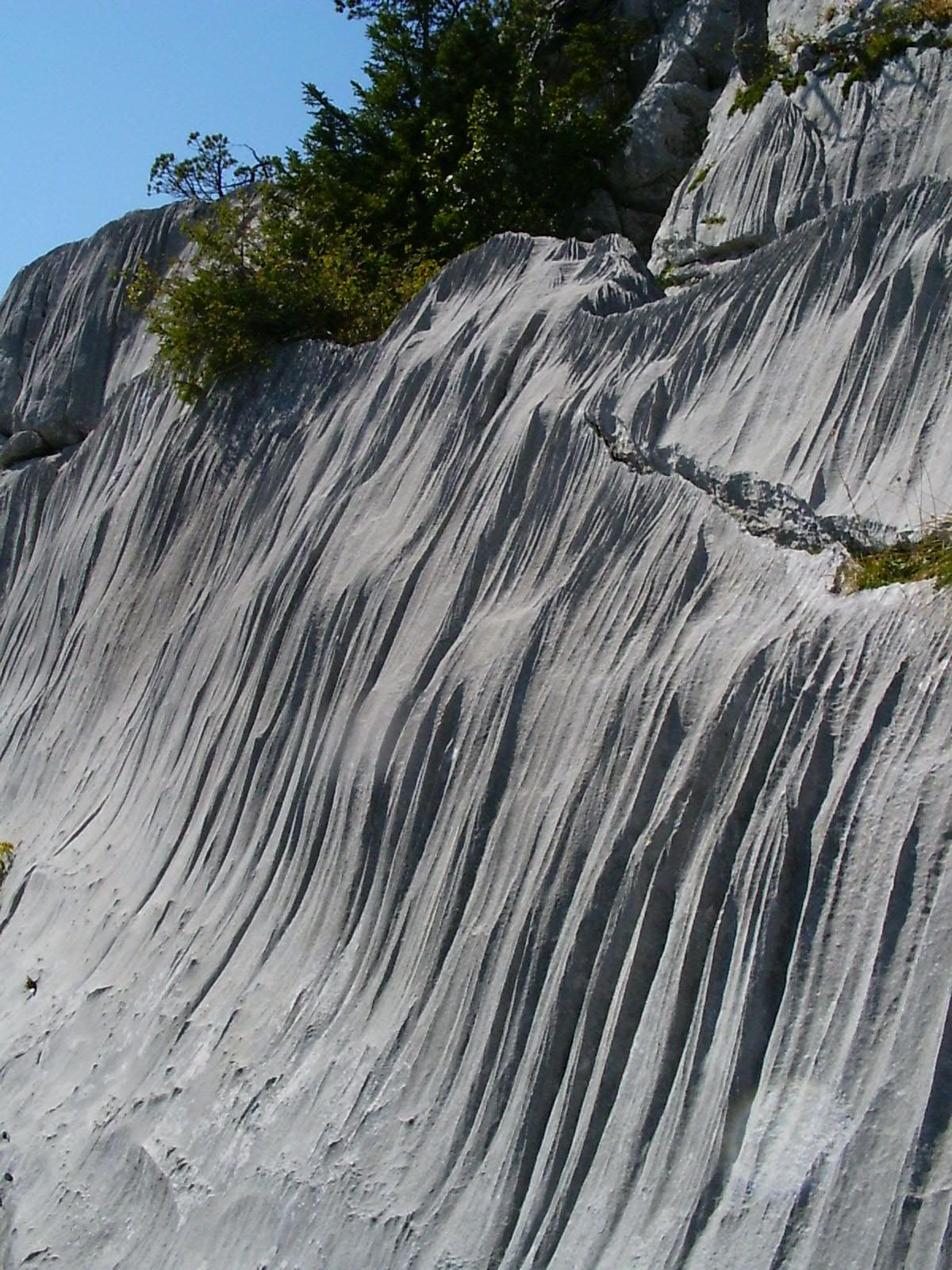
Rillenkarren in Thorens-Glières franz. Alpen

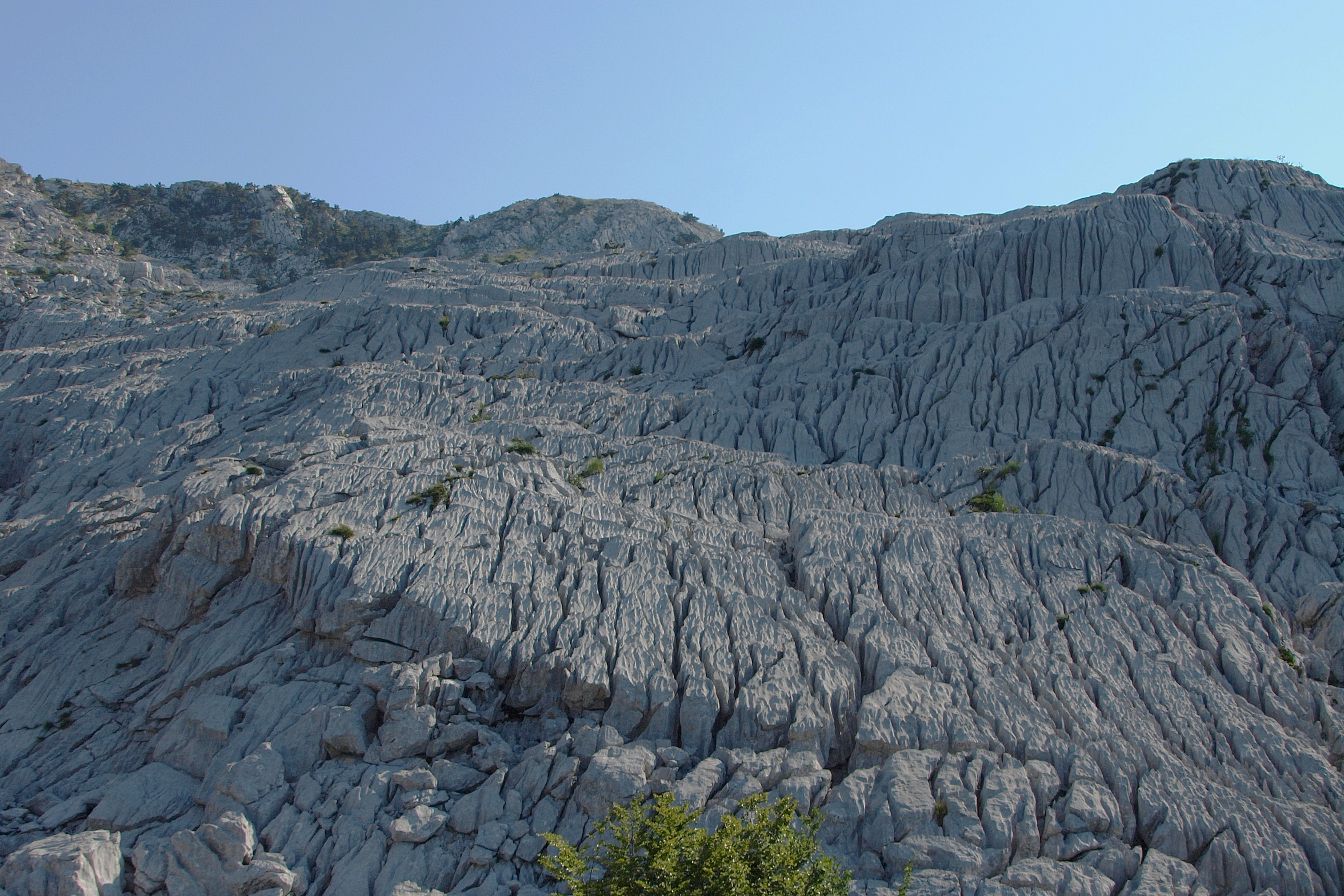
Kluftkarren an einer Schichttreppe, Reovačka greda, Montenegro

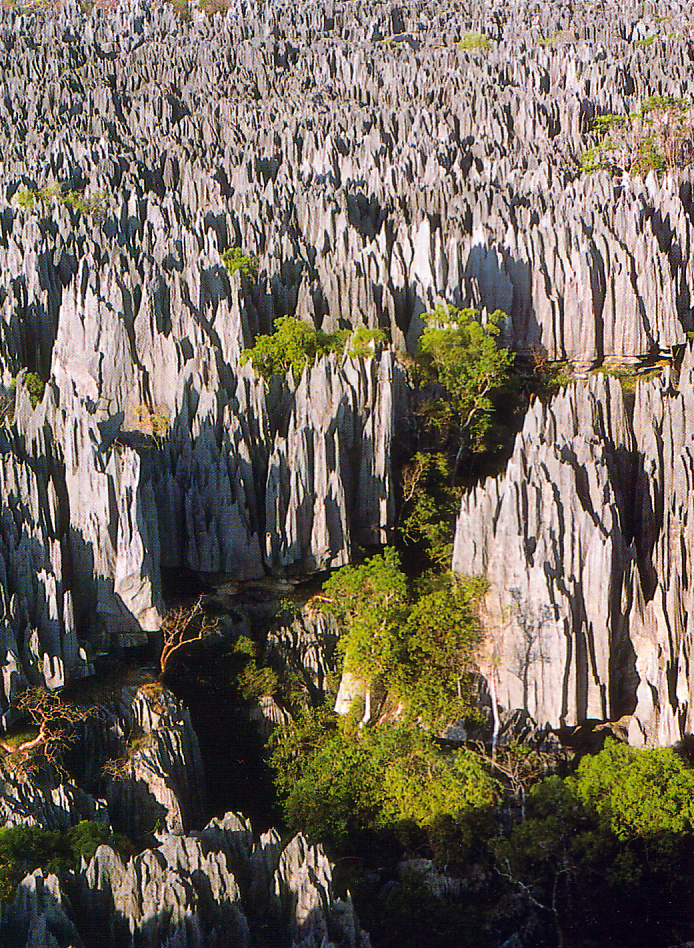
Spitzkarren im Tsingy de Bemaraha Strict Nature Reserve in Madagaskar

Da es sich bei Karren um hierarchisch organisierte Strukturen handelt, denen ein kombinierter Lösungs- und Massentransferprozess zugrunde liegt, versucht John R. L. Allen (1984) sie anhand ihres Organisationsgrades zu klassifizieren. Alle Karren können entweder an der freien Gesteinsoberfläche oder unter einer Humusdecke (subkutane Karren) entstehen. Er unterscheidet drei Ordnungsniveaus, wobei niedrigere Ordnungsgrade sich auf höheren Ordnungsgraden finden lassen bzw. dieselben überlagern können:
- Karren erster Ordnung: ihre Größenordnung bewegt sich gewöhnlich zwischen 1 und 10 Meter. Hierzu zählen:
  - Flachkarren (engl. clints)
  - Kluftkarren (engl. grikes)
  - Spitzkarren (pinnacles) und litorale Karren.
- Karren zweiter Ordnung:
  - Kamenitza (Lösungsbecken)
  - Trittkarren und Trichterkarren
  - Rillenkarren
  - Rinnenkarren
  - Rundkarren
  - Mäanderkarren
  - Dachkarren (engl. pendants)
- Karren dritter Ordnung, mit einer Größenordnung von 1 bis 10 Zentimeter, darunter:
  - Napfkarren, löchrige oder pockige Strukturen (cocklings oder rainpits)
  - Lösungsrippel (solution ripples) und
  - Fließfacetten (flutes und scallops), die sich in Höhlensystemen bilden.

P.W. Williams ordnet Karren morphogenetisch wie folgt:
- kreisförmige Umrisse – winzige Gruben und angeätzte Oberflächen, Trittkarren und Schächte
- lineare Formen, die Brüchen folgen – Mikrorisse, Splitkarren und Kluftkarren
- lineare, hydrodynamisch verursachte Formen – Mikrorillen, Rillenkarren, Rinnenkarren und Rundkarren, Wandkarren, Mäanderkarren und Lösungsrippel
- Mehrfachformen – Lösungskanäle mit Gruben, Brunnen und Splitkarren, Hohlkarren, Spitzkarren und mit Boden bedeckte Pfeiler
- Übergeordnete Formen – Karrenfelder, Kalkpflaster (mit Flachkarren und Schichttreppenkarst), Pfeilerkarst, Runenkarst, Korridorkarst und litoraler Karst.